# Nach dem Gesetz (1926)
Nach dem Gesetz (russisch По закону) ist ein sowjetischer Spielfilm aus dem Jahr 1926. Der seltene Fall eines osteuropäischen Stummfilm-Western wurde von Lew Kuleschow inszeniert. Die literarische Vorlage bildet Jack Londons Kurzgeschichte The Unexpected. Alternative Titel sind Sühne und Dura Lex.

## Handlung
Im Yukon ist eine Gruppe von fünf Goldsuchenden unterwegs. Als sie endlich Erfolg haben, gibt es Streitigkeiten, da sich einer der Männer übervorteilt fühlt und zwei andere Mitglieder des Teams tötet. Zwei andere, ein Ehepaar, überleben den Angriff und überwältigen den Attackierenden. Sie müssen aber mit dem Problem fertigwerden, ihn für Wochen nicht an die Behörden übergeben zu können; weitab von jeder Zivilisation müssen sie zwischen Selbstjustiz und dem Aufwand und der Gefahr, ihn wochenlang unter Aufsicht halten zu müssen, entscheiden.

## Bemerkungen
Der Soundtrack des Filmes, „ein Meisterwerk des russischen Stummfilms“, wurde erst Jahre später zugefügt, als der Film wiederaufgeführt und als Klassiker erneut gezeigt wurde.